# The Girl Is Mine
«The Girl Is Mine» (с англ. — «Это моя девушка») — песня американского музыканта Майкла Джексона, исполненная в дуэте с Полом Маккартни. Первый сингл из шестого студийного альбома Джексона Thriller. Был выпущен на лейбле Epic Records 18 октября 1982 года, более чем за месяц до релиза альбома. Продюсерами трека стали Майкл Джексон и Куинси Джонс. Текст песни повествует о двух друзьях, которые борются за внимание девушки, при этом споря, кто любит её больше.
Несмотря на низкие оценки критиков, композиция поднялась на вторую строчку чарта Billboard Hot 100, став первым из семи синглов из альбома Thriller, вошедших в десятку списка. Кроме того, она возглавила чарт Hot Black Singles, месяц продержалась на вершине Adult Contemporary и получила золотую сертификацию в Мексике и платиновую — в США. «The Girl Is Mine» дважды становилась предметом судебных разбирательств о плагиате. В обоих случаях жюри присяжных приняли решение в пользу Джексона и его звукозаписывающего лейбла.
В 2008 году переработанная американским рэпером will.i.am песня вошла в список композиций переиздания альбома Thriller 25. Ремикс, получивший название «The Girl Is Mine 2008», стал первым синглом из переиздания.

## История создания и особенности композиции
Идею написать «The Girl Is Mine» Джексону подал Куинси Джонс. Он попросил певца создать композицию о двух молодых людях, борющихся за одну девушку. «На следующее утро песня зазвучала в моей голове, — рассказал музыкант. — Я слышал мелодию, партию клавишных, струнных и всё остальное». Показывая голосом, как должны звучать партии всех инструментов в композиции, певец записал их на диктофон. В апреле 1982 года, когда Пол Маккартни провёл несколько дней в студии Westlake Recording Studios в Лос-Анджелесе, состоялась запись трека. Именно с работы над «The Girl Is Mine» началось создание альбома Джексона Thriller.
Баллада представляет собой трек умеренно-медленного темпа 32-тактной песенной структуры, написанный в тональности ре мажор. Маккартни в одном из интервью 1982 года прокомментировал: «Можно сказать, что записанная нами песня слишком поверхностна, но, когда я сказал об этом Майклу, он ответил, что не стремится к глубине. Ему нужны были ритм и особые ощущения при прослушивании. И он оказался прав». Композиция заканчивается диалогом между Джексоном и Маккартни.
Певец рассказывал, что процесс создания песни в студии был заснят на видеоплёнку. Отрывки видеозаписи были показаны на одном из концертов Маккартни во время его турне The Paul McCartney World Tour.

## Выпуск сингла и критика
Баллада была выпущена в качестве первого сингла из Thriller 18 октября 1982 года. Более чем за месяц до выхода альбома, в продажу поступили 7-дюймовые виниловые пластинки. Несмотря на то, что до начала работы над этой композицией Маккартни и Джексон записали дуэтом ещё две песни — «Say Say Say» и «The Man» — именно «The Girl Is Mine» стала первым плодом совместного сотрудничества музыкантов, выпущенным в качестве сингла.
Композиция получила низкие оценки от музыкальных критиков, большинство из них посчитали её слишком слабой и решили, что весь альбом Джексона будет провальным. «Когда первым сольным синглом певца с 1979 года стала занудная баллада со скучным Полом Маккартни, сложилось впечатление, что поезд ушёл, оставив Джексона на перроне», — писали в Rolling Stone. В Billboard дуэт посчитали «слащавым». Рецензенты портала Sputnikmusic отметили: «Песня не производит впечатления, несмотря на то, что её исполняет дуэт величайших поп-артистов всех времён. Мечтательная баллада о любви позволяет продемонстрировать вокальные таланты, однако хуки не привлекают внимания слушателя, а музыка не идёт ни в какое сравнение с остальной частью альбома Джексона».
Несмотря на отрицательные отзывы критиков, песня поднялась на вторую строчку чарта Billboard Hot 100, став первым из семи синглов из альбома Джексона, вошедших в десятку списка. Кроме того, «The Girl Is Mine» возглавила чарт Hot Black Singles и месяц продержалась на вершине Adult Contemporary. Сингл получил золотую сертификацию в Мексике и платиновую — в США. В 1984 году баллада была номинирована на «Грэмми» как «Лучшее вокальное исполнение дуэтом или группой», но уступила композиции «Every Breath You Take» группы The Police.
«The Girl Is Mine» дважды становилась предметом судебных разбирательств. В 1984 году Фред Стэндфорд подал иск в суд Чикаго, обвиняя Джексона в плагиате его песни «Please Love Me Now». В 1993 году Роберт Смит, Рейнольд Джонс и Клиффорд Рубин заявили в мексиканском суде о том, что баллада нарушает авторские права на две их композиции: «Don’t Let The Sunshine Catch You Crying» и «Happy Go Lucky Girl». В обоих случаях жюри присяжных приняли решение в пользу Джексона и его звукозаписывающего лейбла, посчитав, что певец предоставил достаточно доказательств того, что он является автором «The Girl Is Mine».

## Список композиций
7" (номер в каталоге Epic Records — 34-03288)
| №  | Название           | Длительность |
| -- | ------------------ | ------------ |
| 1. | «The Girl Is Mine» | 3:41         |

| №  | Название                   | Длительность |
| -- | -------------------------- | ------------ |
| 2. | «Can’t Get Outta the Rain» | 4:02         |

## Участники записи
| - Майкл Джексон — музыка, текст, вокал, бэк-вокал, аранжировка вокала, ритма - Пол Маккартни — вокал, бэк-вокал - Куинси Джонс — аранжировка вокала, ритма - Грег Филингейнс — родес-пиано - Дэвид Пейч — рояль - Дэвид Фостер — синтезатор, аранжировка синтезатора | - Стив Поркаро — программирование синтезатора - Дин Паркс — гитара - Льюис Джонсон — бас-гитара - Джефф Поркаро — ударные - Джерри Хэй — дирижёр, аранжировка струнных - Джерри Винчи — концертмейстер |

## Позиции в чартах
| Чарт (1982)              | Высшая позиция |
| ------------------------ | -------------- |
| Бельгия (Фландрия)       | 8              |
| Великобритания           | 8              |
| Канада                   | 8              |
| Нидерланды               | 16             |
| Новая Зеландия           | 3              |
| Норвегия                 | 2              |
| США (Hot 100)            | 2              |
| США (Black Singles)      | 1              |
| США (Adult Contemporary) | 1              |
| ФРГ                      | 53             |

## The Girl Is Mine 2008
Переработанная американским рэпером will.i.am песня вошла в список композиций переиздания альбома Джексона Thriller 25, выпущенного в феврале 2008 года. Ремикс получил название «The Girl Is Mine 2008». Композиция была выпущена в качестве первого сингла из переиздания 14 января 2008 года на лейблах Epic Records и Legacy Recordings. В новой обработке вокал Пола Маккартни был заменён партией will.i.am, а вокал Джексона — взят из оригинальной демоверсии.
Критики низко оценили новую версию композиции. По мнению рецензентов портала Allmusic will.i.am превратил балладу в «незадачливый танцевальный трек». В Rolling Stone работу рэпера над песней назвали «бахвальством».

### Список композиций
CD (номер в каталоге Epic Records — 88697237442)
| №  | Название                           | Длительность |
| -- | ---------------------------------- | ------------ |
| 1. | «The Girl Is Mine 2008»            | 3:10         |
| 2. | «The Girl Is Mine 2008» (Club Mix) | 3:25         |

### Участники записи ремикса
- Майкл Джексон — музыка, текст, вокал, бэк-вокал
- Уильям Аддамс — вокал, ударные, клавишные, аранжировка, микширование
- Кейт Харрис — музыка

### Позиции в чартах
| Чарт (2008)        | Высшая позиция |
| ------------------ | -------------- |
| Австрия            | 51             |
| Бельгия (Валлония) | 10             |
| Бельгия (Фландрия) | 20             |
| Германия           | 21             |
| Дания              | 31             |
| Нидерланды         | 17             |
| Франция            | 22             |
| Швейцария          | 47             |
| Швеция             | 41             |
| Чарт (2009)        | Высшая позиция |
| Франция            | 45             |
| Швейцария          | 52             |